# المظفر الثالث محمود
المظفر الثالث محمود بن محمد كان أميرًا أيوبيًا كرديًا لحماة من عام 1284 إلى عام 1300. كان ابن المنصور محمد الثاني الذي خلفه. كانت حماة في ذلك الوقت تحت حكم سلالة من الأمراء المسلمين الأكراد [الإنجليزية] من سلالة الأيوبيين وكانت أيضًا إمارة تابعة لسلطنة المماليك.

## السيرة
شارك المظفر في حصار عكا عام 1291، حيث أحضر معه منجلًا كبيرًا من قلعة الحصن لدعم الهجوم على المدينة. وعلى الرغم من بقاء عدد قليل من الجيوب الصليبية الصغيرة، فإن سقوط عكا كان بمثابة نهاية الفترة الصليبية في الشام، ومنذ ذلك الحين أصبح الحكم مملوكيًّا بلا منازع.
وعلى النقيض من صلاح الدين في القدس عام 1187، لم يفِ المظفر بوعده بحماية أسراه في عكا عام 1291. وبحسب المقريزي ، فإن المظفر "كان قد أقسم لأهل القلعة أيمانًا شديدة وعلى القرآن وطلاق [زوجاته]. فلما نزلوا من القلعة خانهم وقطع رأس حاكمها وذبح الباقين".
"وعلى حد قول المقريزي:"
| المظفر الثالث محمود | كان الأمير عنيفًا، قويًا، مهيبًا، سريع الانقضاض... وكان إذا ركب، كانت الجند تمشي خلفه كأنهم بين خيطين، خوفًا من أن تطأ الحبوب، فلا يجرؤ أحدٌ من الخوف أن يدوس ساقًا واحدًا منها، ولا أن يسوق جواده عليها... ومن اعتدى عليه صلب. وكان (المظفر) يقول: "لا يجتمع في وقت واحد إلا ظالم واحد". | المظفر الثالث محمود |

عندما توفي في عام 1300، خضعت حماة لفترة وجيزة للحكم المملوكي المباشر، ولكن في عام 1310 أصبح ابن عم المظفر أبو الفداء أميرًا، وكانت هناك فترة أخيرة من الحكم الأيوبي في المدينة. 